# Phlyctocythere japonica
Phlyctocythere japonica is een mosselkreeftjessoort uit de familie van de Loxoconchidae. De wetenschappelijke naam van de soort is voor het eerst geldig gepubliceerd in 1981 door Ishizaki.